# Settevoci
Settevoci è stato un varietà televisivo andato in onda la domenica pomeriggio sulla Rai per cinque edizioni dal 6 febbraio 1966 al 28 giugno 1970 e condotto da Pippo Baudo.

## Il programma
Era un quiz a carattere musicale dove in ogni puntata intervenivano, come ospiti, sei cantanti in gara oltre il presentatore (in tutto sette voci, da cui il titolo): due di essi erano agli inizi della carriera musicale e venivano giudicati dall'applausometro (un apparecchio che misurava l'intensità dei battiti delle mani, quantificandola da 1 a 100), quattro erano affermati e uno era celeberrimo (e non gareggiava). Ai quattro cantanti affermati, venivano abbinati quattro giovani che partecipavano al quiz rispondendo a domande sulla musica. Il pubblico decideva il vincitore.
Gli autori del programma sono Sergio Paolini e Stelio Silvestri, la regia è affidata a Maria Maddalena Yon, l'orchestra è diretta dal Maestro Luciano Fineschi; le vallette sono Layla Rigazzi nella prima edizione, Giovanna Coprani che diventerà poi la moglie di Bruno Lauzi nella seconda, Margherita Boretti nella terza, Renata Lunari e Daniela Ghibli, che avrà anche una carriera come cantante e come attrice, nella quarta ed infine nell'ultima edizione Zaira Cavalleri.
Secondo Aldo Grasso, fu "il primo trionfo" di Baudo, che si fece notare per le giacche sgargianti e il "fiuto da talent-scout".
Il programma ha avuto grande successo in quanto vi partecipavano cantanti emergenti come Giusy Romeo (meglio conosciuta, successivamente, come Giuni Russo), Franco Battiato, Massimo Ranieri, Mario Tessuto, Orietta Berti, Al Bano, Mirna Doris, Armando Savini, Silvana Aliotta, Dominga, Lionello, Tina Polito, I Girasoli, Rossano, Marisa Sannia, Nancy Cuomo, Bruno Filippini e Giovanna. A dire di Fausto Leali, vi si cantava "rigorosamente in playback".

## La leggenda metropolitana diRin Tin Tin
La trasmissione andò sempre in onda dal Teatro Fiera 2 di Milano e fu sin dall'inizio presente nei palinsesti RAI, a partire dalla data fissata per la prima puntata, domenica 6 febbraio 1966. Come ricorda lo storico Pino Frisoli, la trasmissione era regolarmente indicata sul Radiocorriere TV, settimanale stampato con una decina di giorni di anticipo. Alcuni quotidiani di quel giorno, sia pur solo con un breve cenno, ebbero modo di lanciare l'esordio di Settevoci quale intrattenimento musicale del tardo pomeriggio del dì di festa.
Ciò smentisce il ricordo (in realtà una vera leggenda metropolitana) di Pippo Baudo, il quale ha sempre sostenuto che, quella fatidica domenica 6 febbraio 1966, la bobina con la prevista puntata del telefilm statunitense Le avventure di Rin Tin Tin non fosse pervenuta (era in programmazione per il pomeriggio successivo e venne regolarmente messa in onda) e quindi si fosse pensato di tamponare con una puntata pilota di Settevoci, trasmissione che sarebbe stata giudicata "intrasmettibile" dalle alte sfere RAI. Ad ogni modo, fu un successo clamoroso, con indice di gradimento di 84%, che valse il prosieguo del programma fino alle soglie dell'estate e l'accensione improvvisa di una strepitosa carriera per Baudo.
Nessuna delle puntate di Settevoci, registrate su nastro magnetico, è stata archiviata, e i nastri sono stati cancellati: pertanto non è più possibile rivederle. Negli archivi Rai restano alcune sigle, girate in pellicola e senza la sovrimpressione dei titoli di testa. Restano anche alcuni frammenti della trasmissione con Pippo Baudo e i suoi ospiti.

## Edizioni

### Prima edizione
La prima edizione, composta da 20 puntate – ne erano previste inizialmente 12 – andò in onda dal 6 febbraio al 26 giugno 1966 alle 18:15. Non venne trasmesso soltanto il 20 marzo 1966, per la messa in onda della terza puntata finale dello Zecchino d'Oro.
- Valletta: Layla Rigazzi
- Sigla di apertura: Sette voci (testo di Sergio Paolini e Stelio Silvestri, musica di Luciano Fineschi), cantata dal gruppo The Hary Stones.
- Sigla di chiusura: Domenica è per noi (testo di Sergio Paolini e Stelio Silvestri, musica di Ugo Calise), cantata dai The Hary Stones.

| N. | Data trasm.      | Debuttanti (2)               | Gareggianti (4)                                               | Fuori gara (1)  |
| -- | ---------------- | ---------------------------- | ------------------------------------------------------------- | --------------- |
| 1  | 6 febbraio 1966  | Rita Monico, Mario Zelinotti | Vanna Brosio, Lalla Castellano, Claudio Lippi, Gianni Mascolo | Betty Curtis    |
| 2  | 13 febbraio 1966 |                              |                                                               | Gianni Meccia   |
| 3  | 20 febbraio 1966 |                              | Orietta Berti                                                 | Miranda Martino |
| 4  | 27 febbraio 1966 |                              |                                                               |                 |
| 5  | 6 marzo 1966     |                              |                                                               |                 |
| 6  | 13 marzo 1966    |                              |                                                               |                 |
| 7  | 27 marzo 1966    |                              |                                                               |                 |
| 8  | 3 aprile 1966    |                              |                                                               |                 |
| 9  | 10 aprile 1966   |                              |                                                               |                 |
| 10 | 17 aprile 1966   |                              |                                                               |                 |
| 11 | 24 aprile 1966   |                              |                                                               |                 |
| 12 | 1º maggio 1966   |                              |                                                               |                 |
| 13 | 8 maggio 1966    |                              |                                                               |                 |
| 14 | 15 maggio 1966   |                              |                                                               |                 |
| 15 | 22 maggio 1966   |                              |                                                               |                 |
| 16 | 29 maggio 1966   |                              |                                                               |                 |
| 17 | 5 giugno 1966    |                              |                                                               |                 |
| 18 | 12 giugno 1966   |                              |                                                               |                 |
| 19 | 19 giugno 1966   |                              |                                                               |                 |
| 20 | 26 giugno 1966   |                              |                                                               |                 |

### Seconda edizione
La seconda edizione, composta da 35 puntate, andò in onda dal 23 ottobre 1966 al 2 luglio 1967 alle 18:15. Non venne trasmesso il 25 dicembre 1966 – giorno di Natale – e il 5 marzo 1967, per la messa in onda della terza puntata finale dello Zecchino d'Oro.
- Valletta: Giovanna Coprani
- Sigla di apertura: Shaly n. 1 (testo di Sergio Paolini e Stelio Silvestri, musica di Francesco Anselmo), cantata dal gruppo The Bad Boys.
- Sigla di chiusura: Gol (testo italiano di Vito Pallavicini, testo originale di Cynthia Weil, musica di Barry Mann), cantata dai The Bad Boys.

| N. | Data trasm.      | Debuttanti (2) | Gareggianti (4) | Fuori gara (1) |
| -- | ---------------- | -------------- | --------------- | -------------- |
| 1  | 23 ottobre 1966  |                |                 |                |
| 2  | 30 ottobre 1966  |                |                 |                |
| 3  | 6 novembre 1966  |                |                 |                |
| 4  | 13 novembre 1966 |                |                 |                |
| 5  | 20 novembre 1966 |                |                 |                |
| 6  | 27 novembre 1966 |                |                 |                |
| 7  | 4 dicembre 1966  |                |                 |                |
| 8  | 11 dicembre 1966 |                |                 |                |
| 9  | 18 dicembre 1966 |                |                 |                |
| 10 | 1º gennaio 1967  |                |                 |                |
| 11 | 8 gennaio 1967   |                |                 |                |
| 12 | 15 gennaio 1967  |                |                 |                |
| 13 | 22 gennaio 1967  |                |                 |                |
| 14 | 29 gennaio 1967  |                |                 |                |
| 15 | 5 febbraio 1967  |                |                 |                |
| 16 | 12 febbraio 1967 |                |                 |                |
| 17 | 19 febbraio 1967 |                |                 |                |
| 18 | 26 febbraio 1967 |                |                 |                |
| 19 | 12 marzo 1967    |                |                 |                |
| 20 | 19 marzo 1967    |                |                 |                |
| 21 | 26 marzo 1967    |                |                 |                |
| 22 | 2 aprile 1967    |                |                 |                |
| 23 | 9 aprile 1967    |                |                 |                |
| 24 | 16 aprile 1967   |                |                 |                |
| 25 | 23 aprile 1967   |                |                 |                |
| 26 | 30 aprile 1967   |                |                 |                |
| 27 | 7 maggio 1967    |                |                 |                |
| 28 | 14 maggio 1967   |                |                 |                |
| 29 | 21 maggio 1967   |                |                 |                |
| 30 | 28 maggio 1967   |                |                 |                |
| 31 | 4 giugno 1967    |                |                 |                |
| 32 | 11 giugno 1967   |                |                 |                |
| 33 | 18 giugno 1967   |                |                 |                |
| 34 | 25 giugno 1967   |                |                 |                |
| 35 | 2 luglio 1967    |                |                 |                |

### Terza edizione
La terza edizione, composta da 36 puntate, andò in onda dal 22 ottobre 1967 al 7 luglio 1968. Ebbe due fasce orarie diverse: fino al 14 gennaio 1968 venne trasmessa al consueto orario dalle 18:15 alle 19:00, mentre dal 21 gennaio 1968 venne trasmessa dalle 12:30 alle 13:30 – e in replica alle 22:15 sul Secondo programma – allungando di 15 minuti la sua durata e risultando quindi il primo programma d'intrattenimento ad andare in onda nella fascia del day-time. Al suo posto, nella vecchia fascia oraria, andò in onda Quelli della domenica. Non andò in onda il 24 dicembre 1967, vigilia di Natale.
- Valletta: Margherita Boretti
- Sigla di apertura: Una domenica così (testo di Sergio Paolini e Stelio Silvestri, musica di Riccardo Vantellini e Pippo Baudo), cantata da Gianni Morandi.
- Sigla di chiusura: La quadriglia (testo di Sergio Paolini e Stelio Silvestri, musica di Riccardo Vantellini), cantata da Sacha Distel.

| N. | Data trasmissione | Debuttanti (2) | Gareggianti (4) | Fuori gara (1) |
| -- | ----------------- | -------------- | --------------- | -------------- |
| 1  | 22 ottobre 1967   |                |                 |                |
| 2  | 29 ottobre 1967   |                |                 |                |
| 3  | 5 novembre 1967   |                |                 |                |
| 4  | 12 novembre 1967  |                |                 |                |
| 5  | 19 novembre 1967  |                |                 |                |
| 6  | 26 novembre 1967  |                |                 |                |
| 7  | 3 dicembre 1967   |                |                 |                |
| 8  | 10 dicembre 1967  |                |                 |                |
| 9  | 17 dicembre 1967  |                |                 |                |
| 10 | 31 dicembre 1967  |                |                 |                |
| 11 | 7 gennaio 1968    |                |                 |                |
| 12 | 14 gennaio 1968   |                |                 |                |
| 13 | 21 gennaio 1968   |                |                 |                |
| 14 | 4 febbraio 1968   |                |                 |                |
| 15 | 11 febbraio 1968  |                |                 |                |
| 16 | 18 febbraio 1968  |                |                 |                |
| 17 | 25 febbraio 1968  |                |                 |                |
| 18 | 3 marzo 1968      |                |                 |                |
| 19 | 10 marzo 1968     |                |                 |                |
| 20 | 17 marzo 1968     |                |                 |                |
| 21 | 24 marzo 1968     |                |                 |                |
| 22 | 31 marzo 1968     |                |                 |                |
| 23 | 7 aprile 1968     |                |                 |                |
| 24 | 14 aprile 1968    |                |                 |                |
| 25 | 21 aprile 1968    |                |                 |                |
| 26 | 28 aprile 1968    |                |                 |                |
| 27 | 5 maggio 1968     |                |                 |                |
| 28 | 12 maggio 1968    |                |                 |                |
| 29 | 19 maggio 1968    |                |                 |                |
| 30 | 26 maggio 1968    |                |                 |                |
| 31 | 2 giugno 1968     |                |                 |                |
| 32 | 9 giugno 1968     |                |                 |                |
| 33 | 16 giugno 1968    |                |                 |                |
| 34 | 23 giugno 1968    |                |                 |                |
| 35 | 30 giugno 1968    |                |                 |                |
| 36 | 7 luglio 1968     |                |                 |                |

### Quarta edizione
La quarta edizione, composta da 40 puntate, andò in onda dal 6 ottobre 1968 al 6 luglio 1969 alle 12:30 e, in replica, alle 21:15 sul Secondo Programma.
- Vallette: Renata Lunari, Daniela Ghibli
- Sigla di apertura: Stasera sì (testo di Sergio Paolini e Stelio Silvestri, musica di Riccardo Vantellini e Pippo Baudo), cantata da Armando Savini.
- Sigla di chiusura: Donna Rosa (testo di Sergio Paolini e Stelio Silvestri, musica di Pippo Baudo e Luciano Fineschi), cantata da Nino Ferrer.

| N. | Data trasmissione | Debuttanti (2) | Gareggianti (4) | Fuori gara (1) |
| -- | ----------------- | -------------- | --------------- | -------------- |
| 1  | 6 ottobre 1968    |                |                 |                |
| 2  | 13 ottobre 1968   | non indicati   | non indicati    | non indicato   |
| 3  | 20 ottobre 1968   |                |                 |                |
| 4  | 27 ottobre 1968   |                |                 |                |
| 5  | 3 novembre 1968   |                |                 |                |
| 6  | 10 novembre 1968  |                |                 |                |
| 7  | 17 novembre 1968  |                |                 |                |
| 8  | 24 novembre 1968  |                |                 |                |
| 9  | 1º dicembre 1968  |                |                 |                |
| 10 | 8 dicembre 1968   |                |                 |                |
| 11 | 15 dicembre 1968  |                |                 |                |
| 12 | 22 dicembre 1968  |                |                 |                |
| 13 | 29 dicembre 1968  |                |                 |                |
| 14 | 5 gennaio 1969    |                |                 |                |
| 15 | 12 gennaio 1969   |                |                 |                |
| 16 | 19 gennaio 1969   |                |                 |                |
| 17 | 26 gennaio 1969   |                |                 |                |
| 18 | 2 febbraio 1969   |                |                 |                |
| 19 | 9 febbraio 1969   |                |                 |                |
| 20 | 16 febbraio 1969  |                |                 |                |
| 21 | 23 febbraio 1969  |                |                 |                |
| 22 | 2 marzo 1969      |                |                 |                |
| 23 | 9 marzo 1969      |                |                 |                |
| 24 | 16 marzo 1969     |                |                 |                |
| 25 | 23 marzo 1969     |                |                 |                |
| 26 | 30 marzo 1969     |                |                 |                |
| 27 | 6 aprile 1969     |                |                 |                |
| 28 | 13 aprile 1969    |                |                 |                |
| 29 | 20 aprile 1969    |                |                 |                |
| 30 | 27 aprile 1969    |                |                 |                |
| 31 | 4 maggio 1969     |                |                 |                |
| 32 | 11 maggio 1969    |                |                 |                |
| 33 | 18 maggio 1969    |                |                 |                |
| 34 | 25 maggio 1969    |                |                 |                |
| 35 | 1º giugno 1969    |                |                 |                |
| 36 | 8 giugno 1969     |                |                 |                |
| 37 | 15 giugno 1969    |                |                 |                |
| 38 | 22 giugno 1969    |                |                 |                |
| 39 | 29 giugno 1969    | non indicati   | non indicati    | non indicato   |
| 40 | 6 luglio 1969     |                |                 |                |

### Quinta edizione
La quinta e ultima edizione, composta da 24 puntate, andò in onda dal 18 gennaio al 28 giugno 1970 alle 12:30 e, in replica, alle 21:15 sul Secondo Programma.
- Valletta: Zaira Cavalleri
- Sigla di apertura: Sette giorni (testo di Pippo Baudo, Sergio Paolini e Stelio Silvestri, musica di Riccardo Vantellini e Pippo Baudo), cantata da Emy Cesaroni.
- Sigla di chiusura: W le donne (testo di Sergio Paolini e Stelio Silvestri; musica di Riccardo Vantellini e Pippo Baudo), cantata da Marcel Amont e "Don Nicola" (personaggio doppiato da Nino Manfredi), con animazioni realizzate da Studio Bruno Bozzetto Film.[9]

| N. | Data trasmissione | Debuttanti (2) | Gareggianti (4) | Fuori gara (1) |
| -- | ----------------- | -------------- | --------------- | -------------- |
| 1  | 18 gennaio 1970   |                |                 |                |
| 2  | 25 gennaio 1970   |                |                 |                |
| 3  | 1º febbraio 1970  |                |                 |                |
| 4  | 8 febbraio 1970   |                |                 |                |
| 5  | 15 febbraio 1970  |                |                 |                |
| 6  | 22 febbraio 1970  |                |                 |                |
| 7  | 1º marzo 1970     |                |                 |                |
| 8  | 8 marzo 1970      |                |                 |                |
| 9  | 15 marzo 1970     |                |                 |                |
| 10 | 22 marzo 1970     |                |                 |                |
| 11 | 29 marzo 1970     |                |                 |                |
| 12 | 5 aprile 1970     |                |                 |                |
| 13 | 12 aprile 1970    |                |                 |                |
| 14 | 19 aprile 1970    |                |                 |                |
| 15 | 26 aprile 1970    |                |                 |                |
| 16 | 3 maggio 1970     |                |                 |                |
| 17 | 10 maggio 1970    |                |                 |                |
| 18 | 17 maggio 1970    |                |                 |                |
| 19 | 24 maggio 1970    |                |                 |                |
| 20 | 31 maggio 1970    |                |                 |                |
| 21 | 7 giugno 1970     |                |                 |                |
| 22 | 14 giugno 1970    |                |                 |                |
| 23 | 21 giugno 1970    |                |                 |                |
| 24 | 28 giugno 1970    |                |                 | Anna Moffo     |